# Przeciwatomowy Schron dla Władz Miasta Poznania

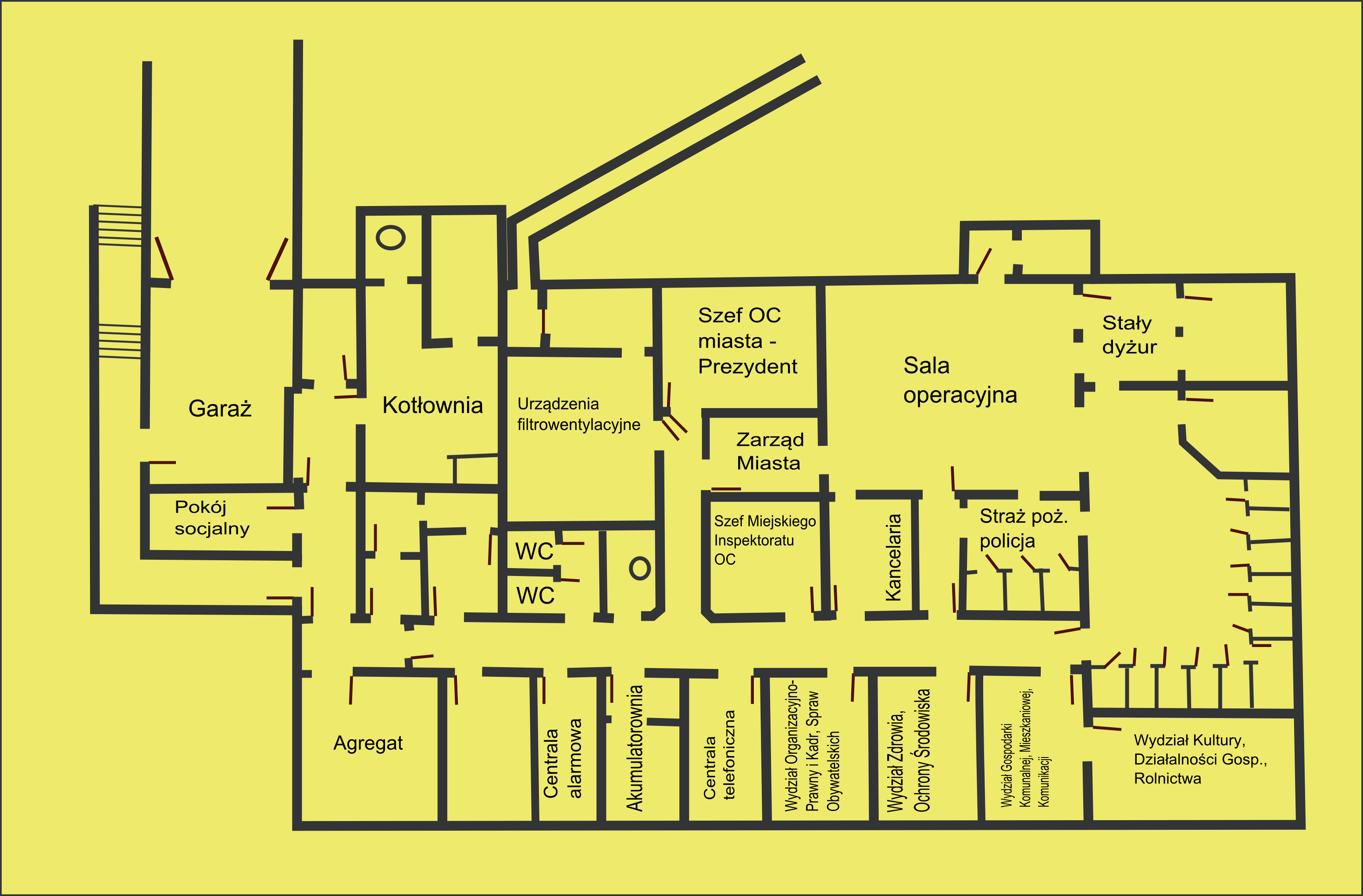
Plan schronu

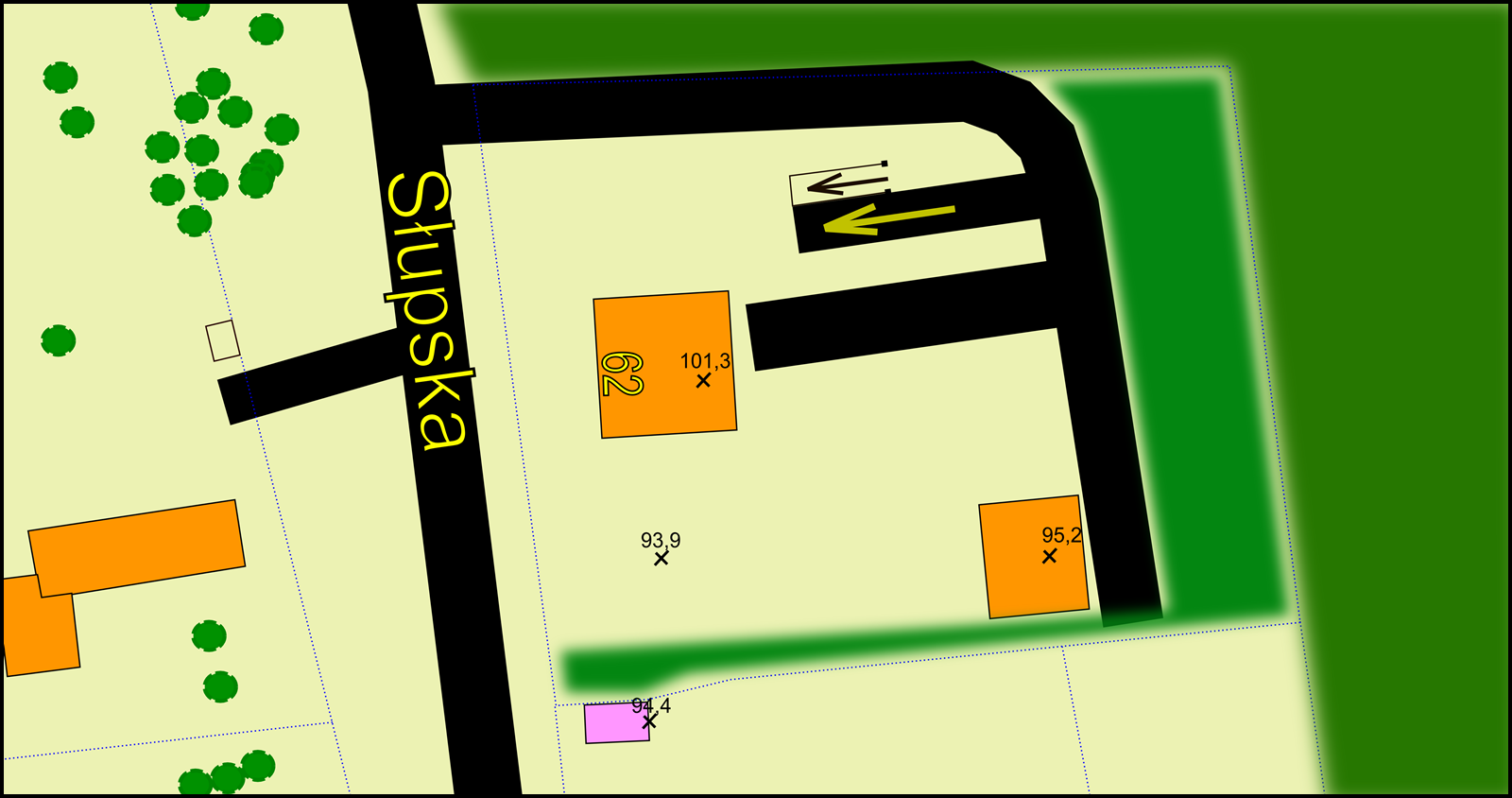
Mapa najbliższej okolicy (zaznaczone wejście i wjazd do schronu)

Przeciwatomowy Schron dla Władz Miasta Poznania – podziemny schron dla władz miasta Poznania z okresu zimnej wojny, obecnie udostępniany przez Wielkopolskie Muzeum Niepodległości.

## Historia
Schron został wybudowany na przełomie lat 50. i 60. XX wieku pod willą przy ul. Słupskiej 62 w Poznaniu na wypadek wojny atomowej lub innego zagrożenia. Schron był przeznaczony jako punkt dowodzenia Obrony Cywilnej (Jednostka Wojskowa nr 2741). W schronie mieści się centrala telefoniczna, biura oraz centrum dowodzenia; całość ma powierzchnię 500 m².
Do roku 2000 istnienie i lokalizacja schronu były tajne. Oficjalnie wiadomość o istnieniu schronu została podana w 2010, a o jego lokalizacji – w 2012.
Pracownicy Wielkopolskiego Muzeum Niepodległości uważają, że schron nie sprawdziłby się w wypadku ataku atomowego, z uwagi na płytką lokalizację, zerwanie łączności w wypadku wybuchu bomby atomowej oraz brak kuchni i magazynów żywności.

## Ekspozycja
Schron został otwarty dla zwiedzających w dniu 13 grudnia 2012 (w rocznicę wprowadzenia stanu wojennego) oraz w dniu 21 grudnia 2012 (w związku z przepowiednią dotyczącą końca świata). Od 2013 roku schron udostępniany jest dla turystów w każdą ostatnią sobotę miesiąca, a od marca 2017 roku w każdy III czwartek miesiąca schron otwarty jest dla grup szkolnych.